# 양보면
양보면(良甫面)은 대한민국 경상남도 하동군의 면이다.

## 개요
해발 570m의 이명산과 448.3m의 정안봉이 동북쪽과 서남쪽을 감싸고 있으며, 이곳에서 시작된 장암천과 박달천이 주교천에서 합류되어 섬진강으로 유입되고 있다. 기온이 온화하고 하동댐의 농업용수가 대동맥처럼 공급되고 있어 가뭄의 걱정이 없으며 토질이 비옥하여 이곳에서 생산되는 쌀은 밥맛이 좋다. 특산품으로는 비타민C와 미네랄이 다량 함유되어 건강과 미용에 좋고 단백질 분해효소가 있어 육류 섭취후 소화촉진에 효과가 좋은 참다래와 토질이 비옥하고 유기질이 많은 양토에서 생산되는 밤호박은 탄수화물과 비타민이 풍부하여 생산량 전량이 일본에 수출되고 있다. 산지가 평탄하고, 토질이 비옥한 이곳에서 생산되는 밤은 육질이 단단하여 저장성이 뛰어나며 완전 무공해 식품으로 비타민C가 풍부하고 맛과 당도가 뛰어나 건강식품으로 호평을 받고 있다.

## 연혁
- 신라 시대: 한다사군(韓多沙郡)
- 고려 시대: 하동현
- 조선 시대: 하동현(서양곡리)
- 1914년: 양보면(서양곡면+외횡보면)

## 행정 구역
- 운암리(雲岩里)
- 장암리(長岩里)
- 감당리(甘棠里)
- 우복리(愚伏里)
- 통정리(桶井里)
- 박달리(朴達里)
- 지례리(知禮里)

## 교육
- 양보초등학교
- 한다사중학교
- 양보중학교 (폐교)

## 특산물
- 밤호박
- 참다래
- 밤
- 감자